# 紅優
紅 優（こう ゆう、1960年 - ）は、日本の男性アニメーター、アニメ演出家・監督。サンジゲン所属。大阪府出身。本名は森川 滋（もりかわ しげる）で、別名義としても使われている。

## 人物
- 1980年代後半からアニメーション演出家として活躍[2]。1990年代には湊屋 夢吉（みなとや ゆめきち）の名義も用いていた。
- 河原ゆうじ、鵜飼ゆうきらと組むことが多い。
- フリーランスで仕事をしたのち、サンジゲンに入社[2]。以降、主に同社の作品に携わる。
- 作品制作において「ストーリー」「役者（アニメの場合はキャラクターの"華"）」「音楽」をうまく噛み合わせることを重視している[2]。
- 監督作『劇場版アルゴナビス 流星のオブリガート』はTVアニメ版の総集編にあたるが、偶然にも同作のTVアニメ版のオンエアを観ており、「自分ならこうしたい」と考えていた[2]。

## 参加作品

### テレビアニメ
1986年
- がんばれ!キッカーズ（1986年 - 1987年、絵コンテ・演出）
- オズの魔法使い（1986年 - 1987年、原画）

1987年
- きまぐれオレンジ☆ロード（1987年 - 1988年、絵コンテ・演出・OPアニメーション）※森川滋名義
- ミスター味っ子（1987年 - 1989年、絵コンテ）

1988年
- 燃える!お兄さん（絵コンテ・演出）※森川滋名義

1989年
- ビリ犬なんでも商会（演出）
- YAWARA!（1989年 - 1992年、絵コンテ・演出）※森川滋名義

1990年
- ロビンフッドの大冒険（絵コンテ・演出）
- らんま1/2 熱闘編（絵コンテ）※湊屋夢吉名義

1991年
- 機甲警察メタルジャック（絵コンテ・演出）
- ふしぎの海のナディア（絵コンテ・演出）

1993年
- 熱血最強ゴウザウラー（1993年 - 1994年、絵コンテ・演出・OPCG演出）

1994年
- 覇王大系リューナイト（1994年 - 1995年、絵コンテ・演出）
- とっても!ラッキーマン（1994年 - 1995年、絵コンテ・演出）

1995年
- 獣戦士ガルキーバ（絵コンテ・演出）
- ふしぎ遊戯（絵コンテ）
- 新機動戦記ガンダムW（1995年 - 1996年、絵コンテ・演出）

1996年
- クマのプー太郎（絵コンテ）
- 機動新世紀ガンダムX（1996年 - 1997年、絵コンテ）
- 名犬ラッシー（絵コンテ）
- YAT安心!宇宙旅行（絵コンテ）
- 名探偵コナン（絵コンテ）※森川滋名義
- 超者ライディーン（CG演出）※森川滋名義

1997年
- あずきちゃん（絵コンテ）
- HARELUYA II BØY（絵コンテ）
- 深海伝説MEREMANOID（1997年 - 1998年、監督）

1998年
- Bビーダマン爆外伝（絵コンテ）

1999年
- KAIKANフレーズ（絵コンテ）
- へっぽこ実験アニメーション エクセル・サーガ（1999年 - 2000年、演出）

2000年
- DINOZAURS : THE SERIES（絵コンテ）

2001年
- GEAR戦士電童（絵コンテ）
- 新白雪姫伝説プリーティア（絵コンテ・OP絵コンテ・OP演出）
- Z.O.E Dolores, i（OP演出）
- 機動天使エンジェリックレイヤー（演出）
- ヴァンドレッド the second stage（絵コンテ・演出）
- 爆転シュート ベイブレード（絵コンテ）
- しあわせソウのオコジョさん（2001年 - 2002年、絵コンテ）

2002年
- よばれてとびでて!アクビちゃん（演出）
- FF：U 〜ファイナルファンタジー:アンリミテッド〜（絵コンテ・演出）
- 最終兵器彼女（演出・OP絵コンテ・OP演出・ED絵コンテ・ED演出）
- 陸上防衛隊まおちゃん（絵コンテ）
- 超重神グラヴィオン（演出）
- ドラゴンドライブ（2002年 - 2003年、絵コンテ）
- プリンセスチュチュ（2002年 - 2003年、絵コンテ・演出）

2003年
- ストラトス・フォー（絵コンテ・OP絵コンテ・OP演出・ED絵コンテ・ED演出）
- ガンパレード・マーチ 〜新たなる行軍歌〜（OP絵コンテ・OP演出）
- 成恵の世界（OP絵コンテ・OP演出）
- カレイドスター（OPディレクター）
- DEAR BOYS（絵コンテ）
- GAD GUARD（演出）
- クロノクルセイド（2003年 - 2004年、監督）

2004年
- お伽草子（絵コンテ・演出）
- 巌窟王（演出）

2005年
- LOVELESS（監督）
- うえきの法則（2005年 - 2006年、脚本）
- BLOOD+（2005年 - 2006年、絵コンテ・第1期OP絵コンテ・第1期OP演出）

2006年
- ARIA The NATURAL（第1・2期ED演出）
- 桜蘭高校ホスト部（OP絵コンテ・OP演出）
- まもって!ロリポップ（絵コンテ）
- ふしぎ星の☆ふたご姫（絵コンテ）
- 少年陰陽師（2006年 - 2007年、絵コンテ）

2007年
- ふしぎ星の☆ふたご姫 Gyu!（絵コンテ）
- ロビーとケロビー（監督）
- ゼロの使い魔 〜双月の騎士〜（監督）
- キミキス pure rouge（絵コンテ）

2008年
- モノクローム・ファクター（監督）
- ゼロの使い魔 〜三美姫の輪舞〜（監督・絵コンテ）
- しゅごキャラ!!どきっ（2008年 - 2009年、絵コンテ）

2009年
- うみものがたり 〜あなたがいてくれたコト〜（シリーズディレクター・絵コンテ）

2010年
- GIANT KILLING（監督）

2011年
- 青の祓魔師（絵コンテ）
- うたの☆プリンスさまっ♪ マジLOVE1000%（監督・脚本・絵コンテ・メインテーマアニメーション絵コンテ）

2012年
- クロスファイト ビーダマン（絵コンテ）
- 宇宙兄弟（絵コンテ）
- スマイルプリキュア!（演出）※森川滋名義

2013年
- うたの☆プリンスさまっ♪ マジLOVE2000%（監督（鵜飼ゆうきと連名）・シリーズ構成（同左）・脚本・絵コンテ）

2015年
- ガンダムビルドファイターズトライ（絵コンテ）
- 六花の勇者（絵コンテ）

2016年
- ルパン三世 PART IV（絵コンテ）
- 美少女戦士セーラームーンCrystal デス・バスターズ編（絵コンテ）
- ばくおん!!（絵コンテ）

2017年
- 弱虫ペダル NEW GENERATION（絵コンテ）
- NARUTO -ナルト- 疾風伝（絵コンテ）
- カードファイト!! ヴァンガードG NEXT（絵コンテ）
- キラキラ☆プリキュアアラモード（絵コンテ）

2018年
- 弱虫ペダル GLORY LINE（絵コンテ）
- おしりたんてい（絵コンテ）
- ゾイドワイルド（絵コンテ）
- 新幹線変形ロボ シンカリオン（絵コンテ）

2019年
- Dr.STONE（絵コンテ）
- スター☆トゥインクルプリキュア（絵コンテ）
- カードファイト!! ヴァンガード（2019年 - 2020年、絵コンテ）

2020年
- 織田シナモン信長（絵コンテ）
- もっと!まじめにふまじめ かいけつゾロリ（絵コンテ）
- カードファイト!! ヴァンガード外伝 イフ-if-（絵コンテ）
- ヒーリングっど♥プリキュア（絵コンテ）
- ドラゴンクエスト ダイの大冒険（絵コンテ）
- A3!（絵コンテ）

2021年
- D4DJ First Mix（絵コンテ）
- D_CIDE TRAUMEREI THE ANIMATION（アドバイザー・絵コンテ）※森川滋名義

2022年
- ブルーロック（2022年 - 2023年、絵コンテ）※森川滋名義

2023年
- MIX MEISEI STORY 2ND SEASON 〜二度目の夏、空の向こうへ〜（絵コンテ）※森川滋名義

2025年
- GUILTY GEAR STRIVE: DUAL RULERS（監督・絵コンテ）※森川滋名義

### 劇場アニメ
1986年
- プロジェクトA子（演出）※森川滋名義

2001年
- 頭文字D Third Stage（ED絵コンテ）
- スレイヤーズぷれみあむ（演出）

2015年
- ポケモン・ザ・ムービーXY 光輪の超魔神 フーパ（絵コンテ）

2017年
- 映画 かみさまみならい ヒミツのここたま 奇跡をおこせ♪テップルとドキドキここたま界（絵コンテ）

2021年
- 劇場版アルゴナビス 流星のオブリガート（監督）※森川滋名義

2023年
- 劇場版アルゴナビス AXIA（監督）※森川滋名義

### OVA
1989年
- きまぐれオレンジ☆ロード ハワイアン・サスペンス（監督・絵コンテ）※森川滋名義
- 風魔の小次郎（絵コンテ・演出）※森川滋名義
- プロジェクトA子 完結篇（構成・演出）※森川滋名義
- うる星やつら ハートをつかめ（演出）※森川滋名義

1990年
- A-Ko The VS / BLUE SIDE（構成・演出）※森川滋名義

1991年
- うる星やつら 乙女ばしかの恐怖（絵コンテ）※森川滋名義

### Webアニメ
2020年
- ガンダムビルドダイバーズRe:RISE（絵コンテ）

### ゲーム
2005年
- ワイルドアームズ ザ フォースデトネイター （OPEDアニメーション絵コンテ・演出）